# قره‌کول تپه‌سی
قره‌کول تپه‌سی مربوط به سده‌های میانه دوران‌های تاریخی پس از اسلام است و در شهرستان ملکان، بخش مرکزی، شهر مبارک‌شهر واقع شده و این اثر در تاریخ ۲۷ بهمن ۱۳۸۷ با شمارهٔ ثبت ۲۴۶۸۶ به‌عنوان یکی از آثار ملی ایران به ثبت رسیده است.